# تیم ملی فوتبال اسپانیا
تیم ملی فوتبال اسپانیا (به اسپانیایی: Selección de fútbol de España) معروف به لاروخا، یک تیم فوتبال است که به نمایندگی از کشور اسپانیا در میادین فوتبال حضور دارد. این تیم که زیر نظر فدراسیون فوتبال سلطنتی اسپانیا فعالیت می‌کند، تاکنون قهرمان یورو ۱۹۶۴، یورو ۲۰۰۸، یورو ۲۰۱۲،      یورو ۲۰۲۴ و جام جهانی ۲۰۱۰ آفریقای جنوبی لیگ ملت‌های اروپا ۲۰۲۳ شده است. سرمربی فعلی تیم ملی فوتبال اسپانیا، لوئیس د لا فوئنته است. اسپانیا با مربیگری ویسنته دل بوسکه، قهرمان جام جهانی ۲۰۱۰ آفریقای جنوبی و یورو ۲۰۱۲ شده است. مربی گری اسپانیا در یورو ۲۰۰۸ نیز بر عهدهٔ لوییز آراگونز بود. لقب تیم ملی فوتبال اسپانیا «خشم سرخ» است.
اسپانیا قهرمان جهان و اروپا، پس از قهرمانی در یورو ۲۰۰۸، جام جهانی ۲۰۱۰ آفریقای جنوبی و یورو ۲۰۱۲، تبدیل به تنها تیم اروپایی شده که توانسته قهرمان سه جام متوالی بین‌المللی شود. در ژوئیه ۲۰۰۸ اسپانیا برای اولین بار در رده‌بندی فیفا به صدر جدول صعود کرد. اسپانیا بین نوامبر ۲۰۰۶ و ژوئن ۲۰۰۹ در ۳۵ بازی شکست نخورد تا اینکه تیم آمریکا آن را متوقف کرد. از بزرگ‌ترین بردهای این تیم می‌توان به بازی اسپانیا ۶–۰ کرواسی اشاره کرد.
تیم ملی اسپانیا به بازی اصطلاحاً تیکی تاکا به معنای پاسکاری و حرکت‌های جمعی خود معروف است. این تیم از لحاظ دفاعی جز برترین تیم‌های اروپا است و از بلند مرتبه‌ترین سابقه‌های دفاعی آنها می‌توان به دریافت تنها دو گل با وجود قهرمانی در جام جهانی ۲۰۱۰، گرفتن کمتر از ده گل در این سال و قهرمانی با دریافت یک گل دریورو۲۰۱۲ اشاره کرد. همچنین می‌توان به حضور برترین خط‌های دفاعی و حضور ستارگان بزرگی چون سرخیو راموس، پویول، جرارد پیکه، ویکتور والدز، جوردی آلبا، دنی کارواخال، ایکر کاسیاس، خسوس ناواس و… اشاره کرد، دفاع اسپانیا در طول سال‌ها از قدرت‌های تکیه کننده این تیم بوده است.
همچنین از دیگر افتخارات تیم ملی مردان اسپانیا به رکورد سرخیو راموس مدافع این تیم می‌توان اشاره کرد که جز بازیکن‌هایی است که بیشترین بازی‌ها را را در ردهٔ ملی به خود اختصاص داده است؛ همچنین کلین شیت‌های ایکر کاسیاس رکورد دار است. از دیگر افتخارات می‌توان به یکی از بهترین خط جمعی دفاعی از تیم ملی اسپانیا اشاره کرد.
از ویژگی های برجسته تیم ملی اسپانیا،می توان به داشتن خط هافبک خلاق و بازی ساز اشاره کرد،آنها از سال ۲۰۰۸ تا ۲۰۱۲ با وجود هافبک های بی نظیری چون داوید سیلوا ژابی آلونسو سرخیو بوسکتس آندرس اینیستا ژاوی هرناندز در خط هافبک خود احساس بی نیازی می کردند.
همچنین لا ماسیا آکادمی باشگاه فوتبال بارسلونا همواره مورد توجه مربیان تیم ملی اسپانیا قرار می گیرد و بیشتر استعداد ها و ستاره های خود را از این آکادمی در بر می گیرد،به همین دلیل است که از ابتدای قرن بیست و یکم میلادی سبک بازی اسپانیا بر گرفته از توتال فوتبال و سبک تکامل یافته آن یعنی تیکی تاکا بوده است.

## افتخارات
تیم ملی اسپانیا، چهار بار در جام ملت‌های اروپا ۱۹۶۴، جام ملت‌های اروپا ۲۰۰۸ و جام ملت‌های اروپا ۲۰۱۲ و جام ملت‌های اروپا ۲۰۲۴ به مقام قهرمانی رسیده است. این تیم در جام جهانی فوتبال ۲۰۱۰، برای نخستین بار، به فینال جام جهانی راه یافت و قهرمان شد. از مهم ترین افتخارات تیم ملی اسپانیا در سطح ملی می توان به چهار عنوان  قهرمانی و یک عنوان نایب قهرمانی جام ملت های اروپا، یک عنوان قهرمانی و دو عنوان نایب قهرمانی لیگ ملت های اروپا، یک عنوان نایب قهرمانی و یک عنوان سومی جام کنفدراسیون ها، یک طلا و دو نقره المپیک در فوتبال می توان اشاره کرد.

### جام جهانی ۲۰۱۰
تیم ملی فوتبال اسپانیا در جام جهانی ۲۰۱۰، با تیم‌های سوئیس، شیلی و هندوراس هم گروه شد. اسپانیا به عنوان تیم اول صعود کرد و در مرحلهٔ بعد، روبه روی پرتغال قرار گرفت. در یک چهارم نهایی مقابل پاراگوئه به برتری رسید و در نیمه نهایی با ضربهٔ سر پویول مقابل آلمان به فینال راه یافت. سپس در فینال مقابل هلند در وقت اضافه با گل آندرس اینیستا به برتری رسید و قهرمان شد و جام را از هلند گرفت.

### جام جهانی ۲۰۱۴
تیم ملی فوتبال اسپانیا در جام جهانی ۲۰۱۴ در گروه B این مسابقات با تیم‌های هلند-شیلی-استرالیا هم گروه شد. اسپانیا در بازی اول با شکست سنگین ۵–۱ مقابل هلند مغلوب شد. تک گل اسپانیا را در این بازی ژابی آلونسو از روی نقطهٔ پنالتی به ثمر رساند. در بازی دوم مقابل تیم ملی شیلی قرار گرفت با نتیجهٔ ۲–۰ مغلوب این تیم شد و مدافع عنوان قهرمانی با کمال ناباوری از دور رقابت‌ها کنار گذاشته شد. در بازی سوم که بازی‌ای تشریفاتی بود، اسپانیا در مقابل استرالیا قرار گرفت و با نتیجهٔ ۳–۰ این تیم را شکست داد. گل‌های اسپانیا را در این بازی، ویا-تورس-ماتا به ثمر رساندند.
اسپانیا در این گروه سوم شد

### یورو ۲۰۱۶
در این مسابقات، تیم ملی. اسپانیا با تیم‌های جمهوری چک، کرواسی و ترکیه هم گروه بود و با ۶ امتیاز و به دلیل اشتباه دخیا در دفع توپ در بازی با کرواسی، به عنوان تیم دوم صعود کرد. در مرحلهٔ بعد نیز، به ایتالیا خورد که ایتالیا بازی را برد و اسپانیا از دور رقابت‌ها کنار گذاشته شد.

### جام جهانی ۲۰۱۸
تیم ملی اسپانیا در جام جهانی ۲۰۱۸ روسیه در گروه B مسابقات، با تیم‌های ایران و پرتغال و مراکش هم گروه شد و به عنوان تیم اول با ۵ امتیاز از گروهش صعود کرد اما در مرحلهٔ ۱/۸ نهایی در مصاف با روسیه میزبان در ۱۲۰ دقیقه ۱–۱ و در ضربات پنالتی ۴–۳ مغلوب روسیه شد تا از جام جهانی ۲۰۱۸ حذف شود.

### لیگ ملت‌های اروپا ۲۰۲۳
در این لیگ اروپا، کرواسی و اسپانیا با پشت سر گذاشتن رقیبان به فینال رسیدند. در این بازی، در ۱۲۰ دقیقه با نتیجه صفر - صفر به پایان رسید؛ در پنالتی‌ها، اسپانیا با نتیجه ۵ بر ۴ به پیروزی رسید و قهرمان این رقابت‌ها شد.

## بازیکنان کنونی
The following 27 players were named in the final squad for 2024–25 UEFA Nations League matches against the Netherlands on 20 and 23 March 2025.
Caps and goals updated as of 18 November 2024, after the match against Switzerland.
| ش. | پست       | بازیکن                  | ت‌ت (سن)                  | بازی | گل | باشگاه         |
| -- | --------- | ----------------------- | ------------------------ | ---- | -- | -------------- |
|    | دروازه‌بان | اونای سیمون             | ۱۱ ژوئن ۱۹۹۷ ‏(۲۸ سال)    | 46   | 0  | اتلتیک بیلبائو |
|    | دروازه‌بان | داوید رایا              | ۱۵ سپتامبر ۱۹۹۵ ‏(۲۹ سال) | 11   | 0  | آرسنال         |
|    | دروازه‌بان | الکس رمیرو              | ۲۴ مارس ۱۹۹۵ ‏(۳۰ سال)    | 2    | 0  | رئال سوسیداد   |
|    |           |                         |                          |      |    |                |
|    | مدافع     | اینیگو مارتینز          | ۱۷ مهٔ ۱۹۹۱ ‏(۳۴ سال)      | 21   | 1  | بارسلونا       |
|    | مدافع     | رابین لو نورمان         | ۱۱ نوامبر ۱۹۹۶ ‏(۲۸ سال)  | 19   | 1  | اتلتیکو مادرید |
|    | مدافع     | مارک کوکوریا            | ۲۲ ژوئیهٔ ۱۹۹۸ ‏(۲۷ سال)   | 13   | 0  | چلسی           |
|    | مدافع     | الکس گریمالدو           | ۲۰ سپتامبر ۱۹۹۵ ‏(۲۹ سال) | 10   | 0  | بایر لورکوزن   |
|    | مدافع     | پدرو پورو               | ۱۳ سپتامبر ۱۹۹۹ ‏(۲۵ سال) | 6    | 0  | تاتنهام        |
|    | مدافع     | پائو کوبارسی            | ۲۲ ژانویهٔ ۲۰۰۷ ‏(۱۸ سال)  | 5    | 0  | بارسلونا       |
|    | مدافع     | اسکار مینگوئزا          | ۱۳ مهٔ ۱۹۹۹ ‏(۲۶ سال)      | 2    | 0  | سلتاویگو       |
|    | مدافع     | رائول آسنسیو            | ۱۳ فوریهٔ ۲۰۰۳ ‏(۲۲ سال)   | 0    | 0  | رئال مادرید    |
|    |           |                         |                          |      |    |                |
|    | هافبک     | دنی اولمو               | ۷ مهٔ ۱۹۹۸ ‏(۲۷ سال)       | 41   | 11 | بارسلونا       |
|    | هافبک     | فابیان رویز             | ۳ آوریل ۱۹۹۶ ‏(۲۹ سال)    | 35   | 6  | پی‌اس‌جی         |
|    | هافبک     | میکل مرینو              | ۲۲ ژوئن ۱۹۹۶ ‏(۲۹ سال)    | 31   | 2  | آرسنال         |
|    | هافبک     | پدری                    | ۲۵ نوامبر ۲۰۰۲ ‏(۲۲ سال)  | 30   | 2  | بارسلونا       |
|    | هافبک     | مارتین زوبیمندی         | ۲ فوریهٔ ۱۹۹۹ ‏(۲۶ سال)    | 15   | 1  | رئال سوسیداد   |
|    | هافبک     | الکس بائنا              | ۲۰ ژوئیهٔ ۲۰۰۱ ‏(۲۴ سال)   | 8    | 2  | ویارئال        |
|    | هافبک     | مارک کاسادو             | ۱۴ سپتامبر ۲۰۰۳ ‏(۲۱ سال) | 2    | 0  | بارسلونا       |
|    |           |                         |                          |      |    |                |
|    | مهاجم     | آلوارو موراتا (کاپیتان) | ۲۳ اکتبر ۱۹۹۲ ‏(۳۲ سال)   | 84   | 37 | گالاتاسرای     |
|    | مهاجم     | فران تورس               | ۲۹ فوریهٔ ۲۰۰۰ ‏(۲۵ سال)   | 48   | 21 | بارسلونا       |
|    | مهاجم     | میکل اویارزابال         | ۲۱ آوریل ۱۹۹۷ ‏(۲۸ سال)   | 41   | 13 | رئال سوسیداد   |
|    | مهاجم     | نیکو ویلیامز            | ۱۲ ژوئیهٔ ۲۰۰۲ ‏(۲۳ سال)   | 24   | 4  | اتلتیک بیلبائو |
|    | مهاجم     | لامین یامال             | ۱۳ ژوئیهٔ ۲۰۰۷ ‏(۱۸ سال)   | 17   | 3  | بارسلونا       |
|    | مهاجم     | یرمی پینو               | ۲۰ اکتبر ۲۰۰۲ ‏(۲۲ سال)   | 14   | 3  | ویارئال        |
|    | مهاجم     | آیوزه پرز               | ۲۹ ژوئیهٔ ۱۹۹۳ ‏(۳۲ سال)   | 4    | 2  | ویارئال        |
|    | مهاجم     | برایان ساراگوسا         | ۹ سپتامبر ۲۰۰۱ ‏(۲۳ سال)  | 3    | 1  | اوساسونا       |
|    | مهاجم     | سامو عمورودیون          | ۵ مهٔ ۲۰۰۴ ‏(۲۱ سال)       | 1    | 0  | پورتو          |

### دعوت‌شدگان اخیر
|}

## بهترین گلزنان
| # | بازیکن          | سال       | گل | بازی ملی | میانگین |
| - | --------------- | --------- | -- | -------- | ------- |
| ۱ | داوید ویا       | ۲۰۰۱–۲۰۱۴ | ۵۹ | ۱۳۷      | ۰/۴۲    |
| ۲ | رائول           | ۱۹۶۶–۱۹۷۴ | ۴۴ | ۱۰۲      | ۰٫۳۸    |
| ۳ | فرناندو تورس    | ۲۰۰۴–۲۰۱۷ | ۳۹ | ۱۳۰      | ۰٫۳۸    |
| ۴ | آلوارو موراتا   | ۲۰۲۴      | ۳۷ | ۸۴       | ۰٫۴۱    |
| ۵ | داوید سیلوا     | ۲۰۱۸–۲۰۱۰ | ۳۵ | ۸۰       | ۰٫۵۴    |
| ۶ | فرناندو مورینتس | ۱۹۸۷–۱۹۹۸ | ۲۷ | ۷۸       | ۰٫۴۵    |
| ۷ | فرناندو هیرو    | ۱۹۸۲–۱۹۹۴ | ۲۹ | ۹۰       | ۰٫۵۲    |
| ۸ | سرخیو راموس     | ۲۰۰۵–۲۰۲۱ | ۲۳ | ۹۵       | ۰٫۴۸    |